# نهر الغدر
نهر الغُدُر أو (نقحرة: الغودور) هو نهر يطول 102 كيلومترات في وسط إسبانيا . إنه رافد أيسر لنهر تاجة.